# Revelles

Revelles este o comună în departamentul Somme, Franța. În 1 ianuarie 2022 avea o populație de 518 de locuitori.

## Personalități născute aici
- Joseph Hitier (1865 - 1930), jurist, agronom.